# Carl Nicks
Orlando Carl Nicks (Chicago, Illinois, 6 de octubre de 1958) es un exjugador de baloncesto estadounidense que jugó tres temporadas en la NBA, además de hacerlo en la CBA y tres temporadas en la liga francesa. Con 1,85 metros de estatura, jugaba en la posición de base.

## Trayectoria deportiva

### Universidad
Jugó durante 4 temporadas con los Sycamores de la Universidad de Indiana St., donde promedió 16,8 puntos y 3,0 rebotes por partido. Fue elegido en sus dos últimas temporadas en el mejor quinteto de la Missouri Valley Conference.

### Profesional
Fue elegido en la vigésimo tercera posición del Draft de la NBA de 1980 por Denver Nuggets, donde solo jugó media temporada antes de ser traspasado a Utah Jazz a cambio de Billy McKinney. Allí actuño como suplente de Darrell Griffith, el base titular del equipo, durante temporada y media, promediando en su único año completo 7,4 puntos y 2,0 rebotes por partido.
Tras no encontrar equipo en la NBA, aceptó ir a juar a los Billings Volcanos de la CBA, promediando en una temporada 26,2 puntos por partido. Poco antes de que finalizase la temporada 1982-83 fue contratado por Cleveland Cavaliers para el resto de la misma, promediando en 9 partidos 7,0 puntos y 2,9 rebotes.
Al año siguiente probó fortuna en la liga francesa, fichando por el Saint-Étienne, donde en su única temporada promedió 29,8 puntos y 4,4 asistencias por encuentro. Jugó dos temporadas más en el ASPO Tours  antes de retirarse definitivamente.

## Estadísticas de su carrera en la NBA

### Temporada regular
| Temporada | Edad | Equipo              | Liga | P   | TIT | MIN  | TC  | TCA | %TC  | 3P  | 3PA | %3P  | TL  | TLA | %TL  | R.OF. | R.DEF. | REB | ASIS | ROB | TAP | PER | FP  | PTS |
| 1980-81   | 22   | TOTAL               | NBA  | 67  |     | 16.6 | 2.6 | 5.4 | .479 | 0.0 | 0.1 | .000 | 1.1 | 1.9 | .563 | 0.6   | 1.1    | 1.6 | 2.2  | 0.9 | 0.0 | 1.7 | 2.1 | 6.2 |
| 1980-81   | 22   | Denver Nuggets      | NBA  | 27  |     | 18.3 | 2.4 | 5.5 | .436 | 0.0 | 0.0 | .000 | 1.3 | 2.2 | .593 | 0.5   | 1.3    | 1.8 | 3.0  | 1.0 | 0.1 | 2.3 | 1.9 | 6.1 |
| 1980-81   | 22   | Utah Jazz           | NBA  | 40  |     | 15.4 | 2.7 | 5.3 | .510 | 0.0 | 0.1 | .000 | 0.9 | 1.7 | .537 | 0.6   | 0.9    | 1.5 | 1.7  | 0.8 | 0.0 | 1.3 | 2.2 | 6.3 |
| 1981-82   | 23   | Utah Jazz           | NBA  | 80  | 1   | 16.5 | 3.2 | 6.9 | .454 | 0.0 | 0.1 | .000 | 1.1 | 1.9 | .567 | 0.8   | 1.2    | 2.0 | 1.1  | 0.8 | 0.1 | 1.3 | 2.3 | 7.4 |
| 1982-83   | 24   | Cleveland Cavaliers | NBA  | 9   | 2   | 16.4 | 2.9 | 6.6 | .441 | 0.0 | 0.1 | .000 | 1.2 | 1.9 | .647 | 0.9   | 2.0    | 2.9 | 1.2  | 0.7 | 0.0 | 1.2 | 1.9 | 7.0 |
| Total     |      |                     | NBA  | 156 | 3   | 16.5 | 2.9 | 6.2 | .462 | 0.0 | 0.1 | .000 | 1.1 | 1.9 | .570 | 0.7   | 1.2    | 1.9 | 1.6  | 0.8 | 0.0 | 1.5 | 2.2 | 6.8 |